# Stefanovo (distrikt i Bulgarien, Dobritj)
Stefanovo (bulgariska: Стефаново) är ett distrikt i Bulgarien.   Det ligger i kommunen Obsjtina Dobritj-Selska och regionen Dobritj, i den östra delen av landet, 400 km öster om huvudstaden Sofia.
Trakten runt Stefanovo består till största delen av jordbruksmark. Runt Stefanovo är det ganska tätbefolkat, med 78 invånare per kvadratkilometer.